# Sep Visser
Sep Visser (Zeewolde, 14 december 1990) is een Nederlandse Rugby Union-speler voor het Nederlands rugbyteam en RC Hilversum. 
Sep Visser speelde op jonge leeftijd samen met Tim Visser rugby in Hilversum. Later speelden ze in Schotland. Nu speelt Sep Visser voor RC Hilversum en Nederlandse Rugbyteam.